# Glenn Postolski
Glenn Alvin Postolski (Estados Unidos; 9 de agosto de 1966 - 25 de febrero de 2024) fue un investigador y docente argentino, especializado en políticas de medios masivos y derecho a la comunicación. Fue decano de la Facultad de Ciencias Sociales (UBA) entre 2014 y 2018.

## Vida
Estuvo a cargo de la Dirección General de Planificación Estratégica e Investigación de la Defensoría del Público 
Participó en la elaboración de los 21 puntos básicos por el derecho a la comunicación. Fue un importante impulsor de la Ley de Servicios de Comunicación Audiovisual, aprobada por las cámaras el 10 de octubre de 2009.
Licenciado en Ciencias de la Comunicación por la Universidad de Buenos Aires y Master en Periodismo y Medios de Comunicación de la Universidad de La Plata. Fue profesor titular de "Políticas y Planificación de Medios Masivos", habiendo integrado anteriormente la cátedra de Guillermo Mastrini de esa materia y el "Taller de Procesamiento de Datos", cátedra de Martín Becerra,  en la carrera de Ciencias de la Comunicación.
Sucedió a Oscar E. Bosetti en la Subsecretaría de Medios de la Universidad de Buenos Aires. Como representante del claustro de graduados, fue secretario académico y luego director de la carrera de Ciencias de la Comunicación durante el período 2010-2014.

## Obra
- VV.AA. (2000) Al fin solos: la nueva televisión del Mercosur. Buenos Aires: Ciccus-La Crujía.
- VV.AA.(2003) Mucho ruido, pocas leyes. Economía y políticas de comunicación en la Argentina. Buenos Aires: La Crujía.